# ناسواویتسه (استان اشوی‌داشکسیه)
ناسواویتسه (به لهستانی: Nasławice) یک منطقهٔ مسکونی در لهستان است که در گمینا کلیمونتوو واقع شده‌است. ناسواویتسه ۲۲۰ نفر جمعیت دارد.